# Bluesway
Bluesway hieß ein 1966 gegründetes Tochterlabel von ABC-Paramount, auf Bluesmusik spezialisiert. Bluesway nahm innerhalb kurzer Zeit fast jeden Blueskünstler von Rang unter Vertrag, unter anderem  John Lee Hooker, Otis Spann,  T-Bone Walker, Jimmy Witherspoon, Big Joe Turner, Charles Brown, Jimmy Reed und B. B. King oder auch Bands wie The James Gang. Allerdings hatten die meisten dieser Künstler ihre besten Zeiten schon hinter sich bzw. ihre besten Platten für andere Unternehmen aufgenommen. Bluesway existierte bis 1974.